# Sviatoslav I de Kíev
Sviatoslav I de Kíev, en antic eslau oriental, Святослав (942 - 972) va ser Gran Príncep de la Rus de Kíev, i de vegades es va aliar amb els petxenegs i magiars (hongaresos). Era fill del príncep Ígor de Kíev i la seva esposa, Olga.
Sviatoslav és recordat per les seves campanyes militars, que van provocar la caiguda de dues grans potències de l'Europa de l'est, l'Imperi Búlgar i el País dels Khàzars. Amb aquestes campanyes va aconseguir sotmetre també als búlgars del Volga, als alans i a altres tribus eslaves orientals, gràcies a les seves aliances amb els magiars i els petxenegs.

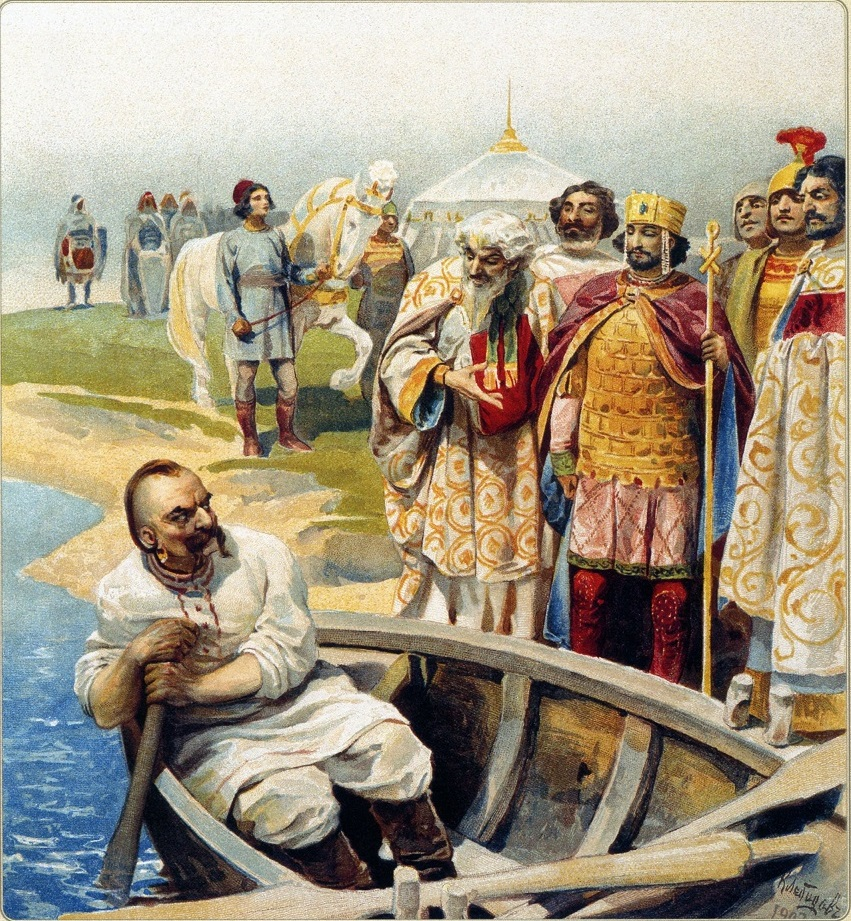
Trobada entre Sviatoslav I i l'Emperador Joan, per Klavdi Lébedev, segons la descripció de Sviatoslav feta per Lleó el Degà.

El seu regnat, que durà una dècada, es va caracteritzar per una ràpida expansió de la Rus de Kíev cap a les terres del Volga, les estepes de la mar Càspia i els Balcans. El país es va convertir en una gran potència de l'est del continent, i amb aquests impulsos va decidir traslladar, el 969, la capital de Kíev a Pereyaslavets, a la riba del Danubi. A més, contrastant amb la conversió de la seva mare al cristianisme, Sviatoslav va mantenir la seva fe pagana durant tota la seva vida. Joan I Tsimiscés va sortir contra ells amb la flota, pel Danubi, i els va tallar la retirada pel nord. Preslav, la capital del Primer Imperi Búlgar fou conquerida pels rus i Borís II de Bulgària fou agafat allí pels varegs de Sviatoslav I de Kíev i a les seves muralles Tsimiscés els va derrotar i aniquilar; el cap vareg va haver de fer la pau i retirar-se a Rússia i Bosisa fou restablert a tron búlgar per Joan. En 971, l'emperador romà d'Orient Joan I Tsimiscés va intervenir en la contesa i va derrotar Sviatoslav durant el setge de Doròstolon. Després d'això, Borís II va ser solemnement destronat a Constantinoble i Bulgària oriental es va convertir en un protectorat de l'imperi.
A causa de la seva sobtada mort en una emboscada, les seves conquestes, en la seva major part, no es van consolidar en un Imperi en funcionament, mentre que el seu fracàs per establir una successió estable va provocar una guerra fratricida entre els seus tres fills, que va provocar que dos d'ells fossin assassinats.

## Nom

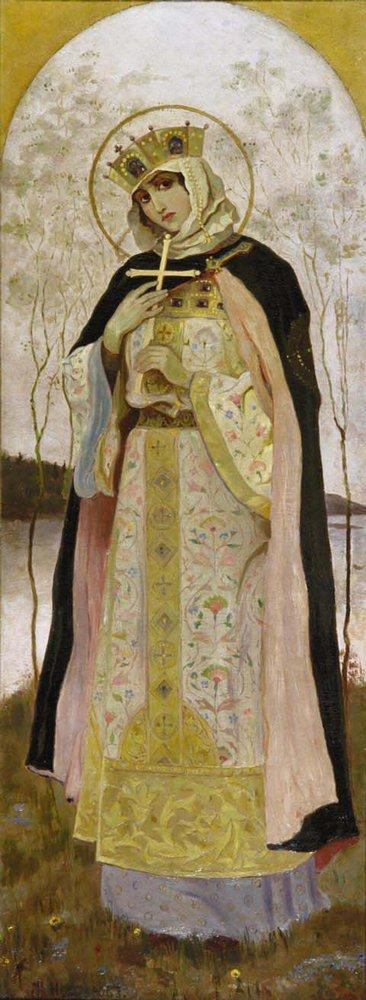
Olga de Kíev, que va exercir com a regent durant la joventut del seu fill

La Crònica Primària esmenta Sviatoslav com el primer governant de la Rus de Kíev amb un nom d'origen eslau, a diferència dels seus predecessors, els noms dels quals tenien formes nòrdics antics. Alguns estudiosos veuen el nom de Sviatoslav, compost per les arrels eslaves per a "sant" i "glòria", com una derivació artificial que combina els noms dels seus predecessors Oleg i Rúrik, però els investigadors moderns qüestionen la possibilitat d'aquesta traducció de noms d'una llengua a una altra. Sveinald o Sveneld és idèntic a Sviatoslav, com la interpretació nòrdica del nom eslau.
Al segle x, l'emperador romà d'Orient Constantí VII a l'obra en llengua grega Sobre l'administració de l'imperi registra el seu nom com a Σφενδοσθλάβος (Sfendosthlavos).

## Biografia
Pràcticament no se sap res de la infància i la joventut de Sviatoslav, que va passar regnant a Nóvgorod. El pare de Sviatoslav, Igor, va ser assassinat pels drevlians cap al 945, i la seva mare, Olga, va governar com a regent a Kíev fins que Sviatoslav va arribar a la maduresa (ca. 963). Sviatoslav va ser tutoritzat per un varegs anomenat Asmud. La tradició d'emprar tutors varegs per als fills dels prínceps governants va sobreviure fins ben entrat el segle XI. Sviatoslav sembla haver tingut poca paciència per a l'administració. La seva vida es va passar amb la seva drujina (aproximadament, "empresa") en una guerra permanent contra els estats veïns.
Segons la Crònica Primària, a les seves expedicions no portava ni vagons ni teteras, i no bullia carn, sinó que tallava petites tires de carn de cavall, caça o vedella per menjar-les després de rostir-la a les brases. Tampoc tenia tenda, més aviat estenia una manta de cavall sota seu i posava la sella sota el cap, i tot el seu seguici feia igual.

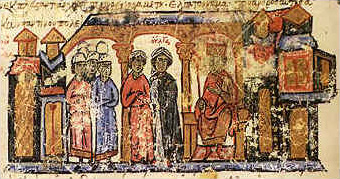
La mare de Sviatoslav, Olga, amb la seva escorta a Constantinoble, una miniatura de la crònica de finals del segle XI de Joan Escilitzes.

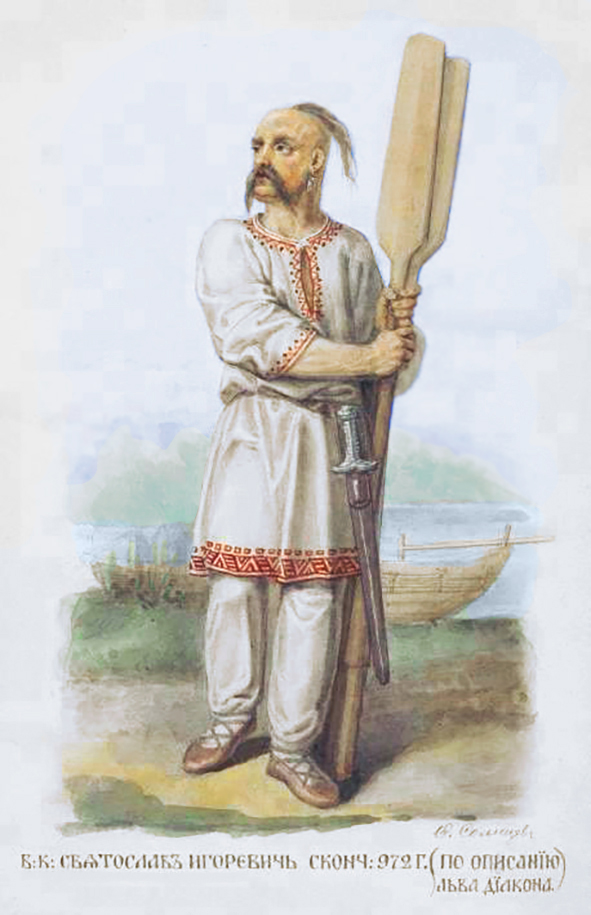
Il·lustració de Sviatoslav portant una vyshyvanka, de Fedor Solntsev

L'aparença de Sviatoslav ha estat descrita molt clarament per Lleó Diaca, qui va assistir ell mateix a la reunió de Sviatoslav amb Joan I Tsimiscés. Seguint els records de Deacon, Sviatoslav era un home d'ulls brillants d'alçada mitjana però de complexió robusta, molt més robust que Tsimiscés. Tenia el cap calb i una barba fina i portava un bigoti arbustiu i un pany com a senyal de la seva noblesa. Preferia vestir de blanc, i es va notar que les seves peces eren molt més netes que les dels seus homes, tot i que tenia molt en comú amb els seus guerrers. Portava una única arracada gran d'or amb un carboncle i dues perles.

## Creences religioses
La mare de Sviatoslav, Olga, es va convertir al cristianisme ortodox a la cort de l'emperador romà d'Orient Constantí Porfirogènit l'any 957, Sviatoslav va romandre pagan durant tota la seva vida. En el tractat de 971 entre Sviatoslav i l'emperador romà d'Orient Joan I Tzimiskes, els Rus van jurar pels déus Perun i Veles. Segons la Crònica Primària, creia que els seus guerrers (druzhina) perdrien el respecte per ell i es burlarien d'ell si es feia cristià. La lleialtat dels seus guerrers va ser de gran importància en la seva conquesta d'un Imperi que s'estenia des del Volga fins al Danubi.

## Família
Se sap molt poc de la vida familiar de Sviatoslav. És possible que no fos l'únic (o el gran) fill dels seus pares. El tractat rus-bizantí de 945 esmenta una tal Predslava, la dona de Volodislav, com la més noble de les dones de la Rus després d'Olga. El fet que Predslava fos la mare d'Oleg és presentat per Vassili Tatísxev. També va especular que Predslava provenia de la noblesa hongaresa. George Vernadsky va ser un dels molts historiadors que van especular que Volodislav era el fill gran i hereu d'Igor que va morir en algun moment durant la regència d'Olga. Una altra crònica explicava que Oleg (? - 977?) era el fill gran d'Igor. En el moment de la mort d'Igor, Sviatoslav encara era un nen, i va ser criat per la seva mare o sota les seves instruccions. La seva influència, però, no es va estendre a la seva observança religiosa.

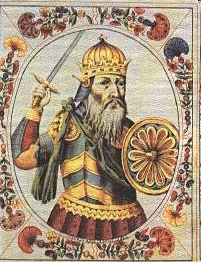
Sviatoslav I al Tsarsky Titulyarnik, 1672

Sviatoslav va tenir diversos fills, però l'origen de les seves dones no s'especifica a la crònica. De les seves dones, va tenir Yaropolk i Oleg. Per Maluixa, una dona d'origen indeterminat, Sviatoslav va tenir Vladimir, que finalment trencaria amb el paganisme del seu pare i convertiria Rus al cristianisme. Joan Escilitzes va informar que Vladimir tenia un germà anomenat Sfengus; No és clar si aquest Sfengus era un fill de Sviatoslav, un fill de Malusha per un marit anterior o posterior, o un noble de Rus no emparentat.
Fills
Predslava
- Oleg de Drelinia (mort el 977?)
- Yaropolk I de Kíev (952 - 978)

Maluixa
- Vladímir I de Kíev (c. 958 - 1015)
- Sfengus?

## Campanyes orientals
Poc després del seu accés al tron, Sviatoslav va començar a fer campanya per expandir el control de Rus sobre la vall del Volga i la regió de l'Estepa Pòntica. El seu major èxit va ser la conquesta de Khazaria, que durant segles havia estat un dels estats més forts de l'Europa de l'Est. Les fonts no tenen clares les arrels del conflicte entre Khazaria i Rus, per la qual cosa s'han suggerit diverses possibilitats. Els Rus tenien interès a eliminar el control khàzar a la ruta comercial del Volga perquè els khàzars cobraven els drets de les mercaderies transportades pel Volga. Els historiadors han suggerit que l'Imperi Romà d'Orient podria haver incitat la Rus contra els khàzars, que es van enfrontar amb els romans d'Orient després de les persecucions dels jueus durant el regnat de Romà I Lecapè.

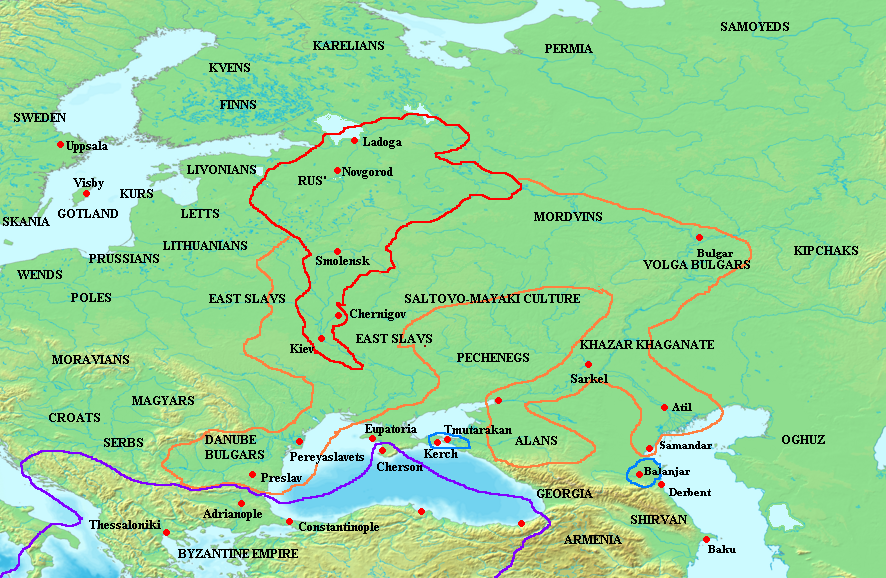
La Rus de Kíev al començament del regnat de Sviatoslav (en vermell), mostrant la seva esfera d'influència fins al 972 (en taronja)

Sviatoslav va començar reunint les tribus vassalls eslaus orientals dels kàzars a la seva causa. Aquells que no s'unirien a ell, com els viatixs, van ser atacats i obligats a pagar tribut a la Rus de Kíev en lloc dels khàzars. Segons una llegenda registrada a la Crònica Primària, Sviatoslav va enviar un missatge als governants de Viatix, que consistia en una sola frase: "Vull venir a tu!" (Antic eslau oriental khochiu na vy iti) Aquesta frase s'utilitza en rus i ucraïnès modern (generalment citat erròniament com idu na vy) per denotar una declaració inequívoca de les intencions. Passant pels rius Okà i Volga, va atacar Bulgària del Volga. Va emprar mercenaris oghuz i petxenegs en aquesta campanya, potser per contrarestar la cavalleria superior dels jàzars i els búlgars.
Sviatoslav va destruir la ciutat khàzar de Sarkel cap al 965, possiblement saquejant (però no ocupant) la ciutat khazar de Kertx a Crimea també. A Sarkel va establir un assentament rus anomenat Belaya Vyezha ("la torre blanca" o "la fortalesa blanca", la traducció eslava oriental de "Sarkel"). Posteriorment va destruir la capital khàzar d'Itil. Un visitant d'Itil va escriure poc després de la campanya de Sviatoslav: "Els Rus van atacar, i no va quedar ni raïm ni panses, ni una fulla a la branca". La cronologia exacta de la seva campanya khàzar és incerta i discutida; per exemple, Mikhail Artamonov i David Christian van proposar que el saqueig de Sarkel vingués després de la destrucció d'Itil.

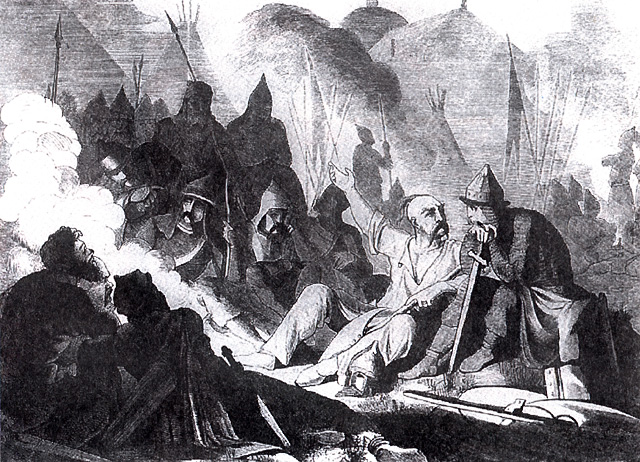
El Consell de Guerra de Sviatoslav de Boris Chorikov

Tot i que Ibn Hàwqal informa del saqueig de Samandar per part de Sviatoslav, el líder de la Rus no es va preocupar d'ocupar permanentment el cor de Khàzar al nord de les muntanyes del Caucas. En el seu camí de tornada a Kíev, Sviatoslav va optar per atacar els ossetes i obligar-los a la submissió. Per tant, els estats successors khàzars van continuar la seva precària existència a la regió. La destrucció del poder Imperial khàzar va obrir el camí perquè la Rus de Kíev dominés les rutes comercials nord-sud a través de l'estepa i la mar Negra, rutes que abans havien estat una font important d'ingressos per als khàzars. A més, les campanyes de Sviatoslav van provocar un augment de l'assentament eslau a la regió de la cultura Saltovo-Mayaki, canviant molt la demografia i la cultura de la zona de transició entre el bosc i l'estepa.

## Campanyes als Balcans

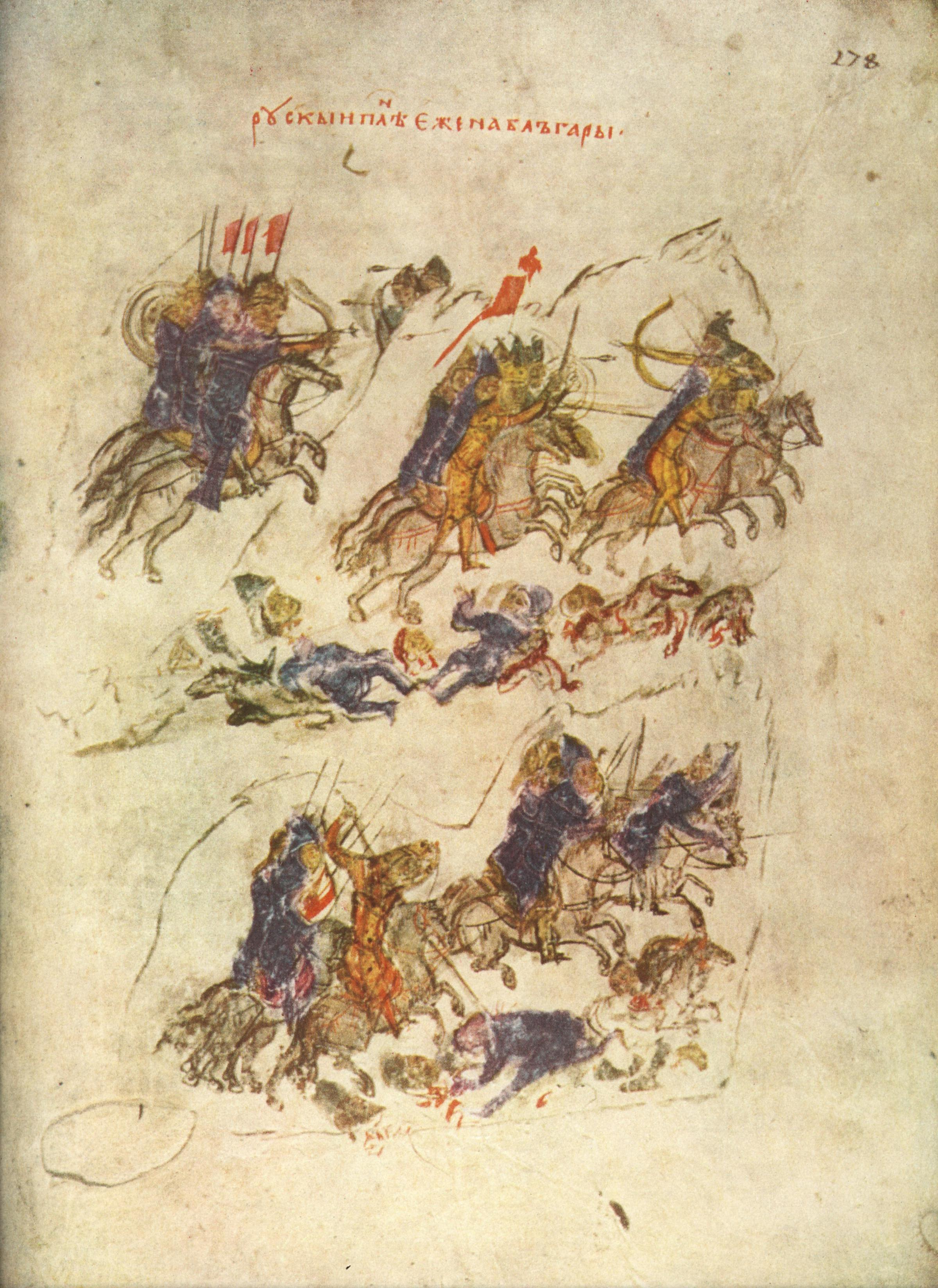
Sviatoslav envaint Bulgària, Crònica de Manasses

L'aniquilació de Khazaria es va dur a terme en el context de l'aliança rus-bizantina, conclosa arran de la campanya bizantina d'Igor el 944. Els estrets llaços militars entre els Rus i Bizanci s'il·lustren pel fet, informat per John Skylitzes, que un destacament de Rus va acompanyar l'emperador romà d'Orient Nicèfor II Focas en la seva expedició naval victoriosa a Creta.
El 967 o 968, Nicèfor va enviar el seu agent, Kalokyros, per persuadir Sviatoslav d'ajudar els bizantins en una guerra contra Bulgària. Sviatoslav va rebre 15.000 lliures d'or i va salpar amb un exèrcit de 60.000 homes, inclosos milers de mercenaris petxenegs.
Sviatoslav va derrotar el governant búlgar Boris II i va procedir a ocupar tot el nord de Bulgària. Mentrestant, els bizantins van subornar els petxenegs per atacar i assetjar Kíev, on Olga es va quedar amb el fill de Sviatoslav Vladimir. El setge va ser alleujat per la druzhina de Pretich, i immediatament després de la retirada dels petxenegs, Olga va enviar una carta de retret a Sviatoslav. Va tornar ràpidament i va derrotar els petxenegs, que van continuar amenaçant Kíev.

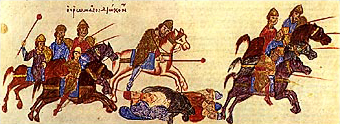
La persecució dels guerrers de Sviatoslav per l'exèrcit romà d'Orient, una miniatura de les cròniques del segle XI de Joan Escilitzes

Sviatoslav es va negar a lliurar les seves conquestes balcàniques als romans d'Orient, i com a resultat els partits es van caure. Per disgust dels seus boiars i de la seva mare (que va morir als tres dies després de conèixer la seva decisió), Sviatoslav va decidir traslladar la seva capital a Pereyaslavets, a la desembocadura del Danubi, a causa del gran potencial d'aquell lloc com a centre comercial. En el registre de la Crònica Primària de l'any 969, Sviatoslav explica que és a Pereyaslavets, el centre de les seves terres, "totes les riqueses flueixen: or, sedes, vi i diversos fruits de Grècia, plata i cavalls d'Hongria i Bohèmia, i de Pells, cera, mel i esclaus de Rus".

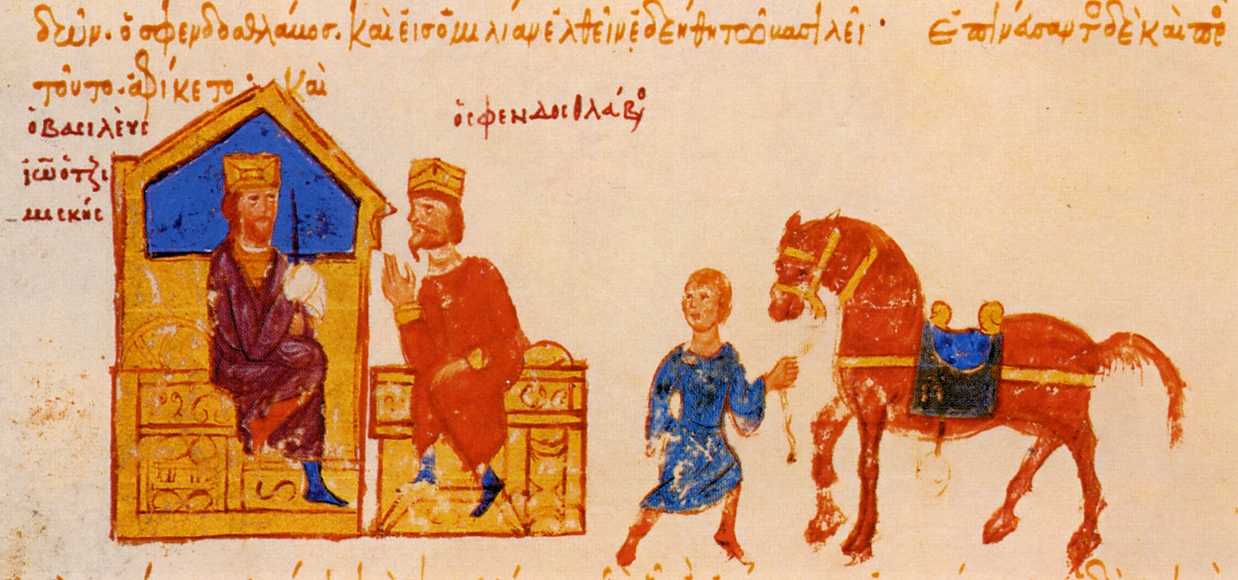
Escilitzes de Madrid, trobada entre Joan I Tsimiscés i Sviatoslav.

L'estiu de 969, Sviatoslav va deixar Rus de nou, dividint el seu domini en tres parts, cadascuna sota el domini nominal d'un dels seus fills. Al capdavant d'un exèrcit que incloïa tropes auxiliars petxenegs i magiares, va envair de nou Bulgària, devastant Tràcia, capturant la ciutat de Plòvdiv i massacrant els seus habitants. Nicèfor va respondre reparant les defenses de Constantinoble i aixecant nous esquadrons de cavalleria blindada. Enmig dels seus preparatius, Nicéphoros va ser enderrocat i assassinat per Joan I Tsimiscés, que esdevingué així el nou emperador romà d'Orient.
John Tzimiscés primer va intentar persuadir Sviatoslav perquè abandonés Bulgària, però no va tenir èxit. Desafiant l'autoritat bizantina, Sviatoslav va creuar el Danubi i va posar setge a Edirne, provocant pànic als carrers de Constantinoble l'estiu de 970. Més tard aquell any, els bizantins van llançar una contraofensiva. Ocupat per reprimir una revolta provocada per Bardes Focas a l'Àsia Menor, John Tzimiskes va enviar el seu comandant en cap, Bardes Escler, que va derrotar la coalició de rus, petxenegs, magiars i búlgars a la batalla d'Arcadiopolis. Mentrestant, Joan, després d'haver sufocat la revolta de Bardes Phokas, va arribar als Balcans amb un gran exèrcit i es va promocionar com l'alliberador de Bulgària de Sviatoslav, va penetrar en els passos de muntanya impracticables i poc després va capturar Marcianòpolis, on els Rus tenien un nombre. dels prínceps búlgars com a ostatges.